# Fedoriwka (hromada Staryj Sałtiw)
Fedoriwka (ukr. Федорівка) – wieś na Ukrainie, w obwodzie charkowskim, w rejonie czuhujewskim. W 2001 liczyła 81 mieszkańców.